# Тулча (повіт)
Тулча (рум. Tulcea), жудець на південному сході Румунії, який є північною частиною Добруджі, переважно в дельті р. Дунай. Площа 8499 км². Населення 265,3 тис. чол. (2002). Адміністративний центр — м. Тулча.

## Географія
Повіт на півдні межує з повітом Констанца, на заході — з Бреїла, на північному заході з повітом Галац, на півночі межує з Одеською областю України, на сході омивається Чорним морем. Третина території зайнята гирлом Дунаю на північному сході округи. Дунай розходиться на три головних гирла: Сулинське гирло (середнє, доступне для великих кораблів), Кілійське гирло (північне, кордон з Україною), Святогеоргіївське (Георгіївське) гирло (південне гирло).
На південному сході повіту лиман: озеро Разелм. Протока Дунаю Мачин утворює острів Великий Браїлов. В центрі повіту плато Касінчія і гори Мачин з висотою до 400 м над морем.
Клімат помірно-континентальний, степи.

## Господарство
Повіт дає 0,5 % промисловою і 2,3 % с.-г. валової продукції країни. Харчова (рибна, плодоконсервна), металообробна, деревообробна промисловість; виробництво глинозему, будматеріалів. Посіви кукурудзи, пшениці, соняшнику, овочівництво; виноградарство. Понад 0,5 млн голів овець. Рибальство. Заготівка очерету. Туризм.

## Населення
У Тулчанському повіті (у якому живуть всі українці Добруджі) є бл. 20 сіл, що в них мешкають українці — бл. 26000 (дані 1950-их рр.) або 10 % всього населення. Живуть також росіяни-старообрядці липовани.
За останнім переписом 2002 року:
- румуни — 90.00 %
- росіяни й липовани — 6.37 %
- турки й татари — 1.29 %
- цигани — 0.88 %
- греки — 0.65 %
- інші — 0,8 %.

## Міста
1. Тулча
2. Мечин
3. Бабадаг
4. Ісакча
5. Сулина

| Румунія | Це незавершена стаття з географії Румунії. Ви можете допомогти проєкту, виправивши або дописавши її. |